# Mario Martins
Pour les articles homonymes, voir Martins.
Mario Martins est un footballeur franco-portugais né le 15 août 1972 à Brest.

## Biographie
Il est né à Brest, dans le Finistère, en 1972, de parents portugais. Il est le frère de Corentin Martins.
Il commence le football au PL Bergot à Brest, avant de jouer à l'AS brestoise.
En 1990 il rejoint le Stade lavallois, où il entame sa carrière de footballeur professionnel. Il est demi-finaliste de la Coupe de France face au PSG en 1993.
Il poursuit au niveau amateur jusqu'à sa retraite footballistique en 2001.